# Episodi di Le fantastiche avventure di Moka
Gli episodi di Le fantastiche avventure di Moka sono stati trasmessi in Francia su Gulli a partire dal 4 gennaio 2020 e in Italia su DeA Kids e K2 a partire dal 20 dicembre 2019.
| n° | Titolo originale                           | Titolo italiano                                     | Prima TV originale | Prima TV Italia   |
| -- | ------------------------------------------ | --------------------------------------------------- | ------------------ | ----------------- |
| 1  | Koushka et les Lionnes Guerrières          | Kushka e le leonesse guerriere                      | 4 gennaio 2020     | 20 dicembre 2019  |
| 2  | Mouton dans la Brume                       | Una pecora per amica                                | 4 gennaio 2020     | 20 dicembre 2019  |
| 3  | La Baie du Péril                           | Attenti alla marea                                  | 4 gennaio 2020     | 20 dicembre 2019  |
| 4  | Le Blizzard de l’Oubli                     | La terribile tormenta dell'oblio                    | 4 gennaio 2020     | 20 dicembre 2019  |
| 5  | Le Trésor Oublié de l’Oasis                | Il tesoro nascosto dell'oasi                        | 4 gennaio 2020     | 10 marzo 2020     |
| 6  | L’Inéluctable Envol de l’Albatros          | L'indimenticabile volo dell'albatros                | 5 gennaio 2020     | 20 dicembre 2019  |
| 7  | La Maladie du Malheur                      | La malattia della tristezza                         | 5 gennaio 2020     | 20 dicembre 2019  |
| 8  | À la Poursuite du Fruit du Héros           | La caccia al frutto degli eroi                      | 5 gennaio 2020     | 20 dicembre 2019  |
| 9  | La Légendaire Armure des Anciens           | La leggendaria armatura degli antichi               | 5 gennaio 2020     | 11 marzo 2020     |
| 10 | L’Insondable Cratère des Souvenirs         | Il misterioso cratere della memoria                 | 5 gennaio 2020     | 9 marzo 2020      |
| 11 | Les Glorieux Guerries de Bouckenberg       | I gloriosi guerrieri di Bockenberg                  | 11 gennaio 2020    | 10 marzo 2020     |
| 12 | L’Implacable Avancée de la Tortue          | L'inesorabile cammino della tartaruga               | 11 gennaio 2020    | 11 marzo 2020     |
| 13 | Le Canyon au Vent Hurlant                  | Il canyon ululante                                  | 11 gennaio 2020    | 20 dicembre 2019  |
| 14 | Le Prince et la Licorne Fabuleuse          | Il principe e il favoloso unicorno                  | 11 gennaio 2020    | 20 dicembre 2019  |
| 15 | Le Piège Sournois de l’Araignée            | La trappola del ragno                               | 11 gennaio 2020    | 20 dicembre 2019  |
| 16 | La Bille Merveilleuse des Grottes de Nacre | La biglia meravigliosa                              | 12 gennaio 2020    | 20 dicembre 2019  |
| 17 | Les Aventurières de l’Amitié Perdue        | Le avventure dell'amicizia perduta                  | 12 gennaio 2020    | 9 marzo 2020      |
| 18 | L’Impitoyable Désert de l’Inconfort        | Il mio regno per un letto                           | 12 gennaio 2020    | 20 dicembre 2019  |
| 19 | Les Cruels Cristaux de la Querelle         | I cristalli della discordia                         | 12 gennaio 2020    | 12 marzo 2020     |
| 20 | L’Impossible Bain du Prince Moka           | L’impossibile bagno del principe Moka               | 12 gennaio 2020    | 18 marzo 2020     |
| 21 | La Danse du Désert Desséchant              | La danza del deserto                                | 18 gennaio 2020    | 19 marzo 2020     |
| 22 | La Grande Traversée du Capitaine Moka      | Il grande viaggio di capitan Moka                   | 18 gennaio 2020    | 21 settembre 2020 |
| 23 | L’Auberge du Dernier Festin                | La Locanda dell’Ultimo Pasto                        | 18 gennaio 2020    | 16 marzo 2020     |
| 24 | L’Énigme de la Noix Mystérieuse            | Il segreto della noce del mistero                   | 18 gennaio 2020    | 19 marzo 2020     |
| 25 | L’Appel de la Forêt Millénaire             | Il richiamo della foresta dei mille anni            | 18 gennaio 2020    | 21 settembre 2020 |
| 26 | Le Marécage des Enfantillages              | La palude del grande serpente                       | 19 gennaio 2020    | 20 marzo 2020     |
| 27 | Le Secret du Gouffre sans Nom              | Il segreto dell'abisso senza nome                   | 19 gennaio 2020    |                   |
| 28 | La Nuit du Gargantueur                     | La notte della gargantola                           | 19 gennaio 2020    | 13 marzo 2020     |
| 29 | La Cascade dont on ne Revient Jamais       | La cascata del non ritorno                          | 19 gennaio 2020    | 17 marzo 2020     |
| 30 | Le Casse-Tête du Cadeau Parfait            | L'enigma del regalo perfetto                        | 19 gennaio 2020    | 21 settembre 2020 |
| 31 | La Question de Takotak                     | La domanda di Titfortat                             | 25 gennaio 2020    |                   |
| 32 | L’Épouvantable Enlèvement du Prince        | Lo spaventoso rapimento del principe                | 25 gennaio 2020    |                   |
| 33 | Le Nuage de la Métamorfoudre               | Il nuvolone scambiacorpi                            | 25 gennaio 2020    | 21 settembre 2020 |
| 34 | Le Conte de la Carte des Anciens           | La mappa degli antichi                              | 25 gennaio 2020    | 18 marzo 2020     |
| 35 | La Marque des Héros                        | Il segno dell'eroe                                  | 25 gennaio 2020    | 17 marzo 2020     |
| 36 | L’Insoutenable Ascension des Frissons      | La scalata delle cime raffreddate                   | 26 gennaio 2020    | 13 marzo 2020     |
| 37 | La Technique Secrète de Tamarok            | La tecnica segreta di Tamarok                       | 26 gennaio 2020    |                   |
| 38 | Le Sac des Mille et Un Trésors             | Il sacco dei 1001 tesori                            | 26 gennaio 2020    | 16 marzo 2020     |
| 39 | Le Territoire des Taupes Terrifiantes      | La minaccia delle mega talpe                        | 26 gennaio 2020    | 21 settembre 2020 |
| 40 | L’Héritier de l’Impératrice des Glaces     | L'erede dell'imperatrice dei ghiacci                | 26 gennaio 2020    | 20 marzo 2020     |
| 41 | Le Pic du Vertige Ultime                   | Il picco della Grande Vertigine                     | 2 novembre 2020    | 22 settembre 2020 |
| 42 | L’Orgueil de la Naufragé                   | L'orgoglio dei naufraghi                            | 29 novembre 2020   | 22 settembre 2020 |
| 43 | La Criminelle des Grands Terriers          | La fuorilegge della tana dei conigli                | 29 novembre 2020   | 24 settembre 2020 |
| 44 | Le Pilleur de Pierres Précieuses           | Il mistero delle Pietre Verticali                   | 29 novembre 2020   | 28 settembre 2020 |
| 45 | Raccourci pour les Abîmes                  | La scorciatoia infernale                            | 14 marzo 2021      | 30 settembre 2020 |
| 46 | La Farouche Chevauchée des Gnous           | La grande corsa degli gnu                           | 31 dicembre 2020   | 13 marzo 2020     |
| 47 | La Forêt Enchantée de Gunman               | La foresta incantata di Gunma                       | 2 agosto 2021      | 1 ottobre 2020    |
| 48 | Les Sinistres Sentiers de l’Amnésie        | I sentieri oscuri dell'amnesia                      | 25 gennaio 2020    | 29 settembre 2020 |
| 49 | La Colère de Richie le Conquérant          | L'ira di Richie il Conquistatore                    | 3 agosto 2021      | 2 ottobre 2020    |
| 50 | La Boussole de Tous les Dangers            | La bussola malvagia                                 | 12 agosto 2021     | 25 settembre 2020 |
| 51 | L’Inébranlable Barrage de la Justice       | L'indistruttibile diga della giustizia              | 20 agosto 2021     | 23 settembre 2020 |
| 52 | Le Repos de la Garde Royale                | Il riposo della guardia reale                       | 20 agosto 2021     | 25 settembre 2020 |
| 53 | La Bête du Bois des Ombres                 | La Bestia del Bosco Ombroso                         | 2 novembre 2020    | 5 ottobre 2020    |
| 54 | L’Épique Équipe de Cerise et Moka          | L'epica squadra di Cherry e Moka                    | 13 dicembre 2020   | 5 ottobre 2020    |
| 55 | La Chasse de la Grande Duchesse            | La caccia della Granduchessa                        | 13 dicembre 2020   |                   |
| 56 | Le Retour de la Fille Rebelle              | Il ritorno della figlia ribelle                     | 11 marzo 2020      | 24 settembre 2020 |
| 57 | L’Acharnement de la Perdante               | L'ostinazione di chi non sa perdere                 | 12 novembre 2020   | 6 ottobre 2020    |
| 58 | Les Coquilles du Cauchemar                 | I cloni del tormento                                | 9 novembre 2020    | 6 ottobre 2020    |
| 59 | La Fugitive et la Garde Déchue             |                                                     | 10 novembre 2020   |                   |
| 60 | L’Indomptable Diable de Tassie             | L'indomabile diavolo della Tassania                 | 11 novembre 2020   |                   |
| 61 | L’Étrange Affaire des Pierres Debout       | La gara di predatori di tesori                      | 12 novembre 2020   | 1 ottobre 2020    |
| 62 | Zita de la Tribu des Fennecs               | Zita della tribù dei Fennec                         | 13 novembre 2020   |                   |
| 63 | L’Incessante Quête des Brindilles          | L'eterna ricerca dei ramoscelli                     | 16 novembre 2020   | 28 settembre 2020 |
| 64 | Les Pépins du Prince Pastèque              | I semi del Principe Anguria                         | 1 dicembre 2020    | 2 ottobre 2020    |
| 65 | Arja contre le Babysitting de l’Horreur    | Arja l'apprendista babysitter                       | 2 dicembre 2020    |                   |
| 66 | L’Incroyable Pouvoir de Moka               | Le incredibili abilità di Moka                      | 3 dicembre 2020    |                   |
| 67 | Les Cerises de l’Angoisse                  | Gusci da incubo                                     | 4 dicembre 2020    |                   |
| 68 | L’Extraordinaire Rencontre du Destin       | Lo straordinario incontro del destino               | 7 dicembre 2020    |                   |
| 69 | La Maîtresse du Bambou Sacré               | La signora del Sacro Bambù                          | 8 dicembre 2020    |                   |
| 70 | L’Amie du Fond des Âges                    | L'amica dalle profondità del tempo                  | 9 dicembre 2020    | 30 settembre 2020 |
| 71 | La Crise de l’Écrasante Couronne           | Una corona in pericolo                              | 10 dicembre 2020   |                   |
| 72 | Les Évadés de Xanakan                      | Fuga da Xanakan                                     | 11 dicembre 2020   |                   |
| 73 | Les Sanglots de l’Insensible Rhino         | Le lacrime del rinoceronte senza cuore              | 16 dicembre 2020   |                   |
| 74 | Le Chercheur d’Âme Sœur                    | La ricerca della persona speciale                   | 17 dicembre 2020   | 29 settembre 2020 |
| 75 | La Malédiction des Paresseux Parjures      | I bradipi e la maledizione della corona             | 18 dicembre 2020   |                   |
| 76 | Kushka 1er : la Chute du Roi Gator         | Kushka Primo. 1ª parte - La caduta di Re Alligatore | 17 novembre 2020   |                   |
| 77 | Kushka 1er : l’Élu des Anciens             | Kushka Primo. 2ª parte - Il prescelto               | 17 novembre 2020   |                   |
| 78 | Kushka 1er : l’Union des Héros             | Kushka Primo. 3ª parte - L'unione degli eroi        | 17 novembre 2020   |                   |